# Svetovna zveza za varstvo narave
Mednarodna zveza za ohranjanje narave (angleško World Conservation Union oz. International Union for the Conservation of Nature and Natural Resources - prejšnji uradni imeni, sedaj pa International Union for Conservation of Nature, kratica IUCN) je organizacija s sedežem v Švici, katere poslanstvo je vplivati, spodbujati in pomagati družbam po vsem svetu ohraniti celovitost in raznovrstnost narave ter zagotoviti, da je kakršnakoli raba naravnih virov pravična in trajnostna. 
IUCN je bila ustanovljena leta 1948 v Franciji pod imenom International Union for Protection of Nature (IUPN), leta 1956 se je preimenovala v International Union for Conservation of Nature and Natural Resources, od zasedanja Generalne skupščine leta 1990 v Perthu (Avstralija) pa se vedno bolj uveljavlja krajši opisni naslov The World Conservation Union. Kratica IUCN (oz. UICN v francoskem govornem območju) se s tem ne spreminja.

## Organiziranost
Za delo organizacije je zelo pomembnih šest komisij, edinstveno omrežje nad 8000 strokovnjakov, ki prostovoljno sodelujejo pri obravnavanju določene problematike ali pa se vključujejo v različne projekte. Te komisije so:
- Svetovna komisija za zavarovana območja, World Commission on Protected Areas (WCPA Arhivirano 2006-08-18 na Wayback Machine.),
- Komisija za ohranitev vrst, Species Survival Commission (SSC Arhivirano 2006-08-18 na Wayback Machine.),
- Komisija za izobraževanje in komunikacijo, Commission on Education and Communication (CEC),
- Komisija za okoljsko pravo, Commission on Environmental Law (CEL Arhivirano 2006-08-16 na Wayback Machine.),
- Komisija za upravljanje z ekosistemi, Commission on Ecosystem Management (CEM Arhivirano 2006-08-18 na Wayback Machine.),
- Komisija za okoljsko, ekonomsko in socialno politiko, Commission on Environmental, Economic and Social Policy (CEESP Arhivirano 2006-08-18 na Wayback Machine.),

## Kategorije zavarovanih območij
- Ia - Strogi naravni rezervat (Strict Nature Reserve)

območje, zavarovano predvsem za znanstveno raziskovanje. 
- Ib - Naravno območje (Wilderness Area)

območje, zavarovano predvsem za ohranjanje naravnega stanja.
- II - Narodni park (National Park)

območje zavarovano predvsem za ohranjanje ekosistemov in za rekreacijo. 
- III - Naravni spomenik ali posebnost (Natural Monument or Feature)

območje, zavarovano predvsem za ohranjanje izjemnih naravnih pojavov (oblik). 
- IV - Območje upravljanja s habitati in območje upravljanja z vrstami  (Habitat/Species Management Area)

območja, ki jih ohranjamo z določeno rabo za ohranjanje določenih ogroženih rastlinskih/živalskih vrst oz. habitatnih tipov. 
- V - Zavarovana krajina (Protected Landscape/Seascape)

območje, zavarovano za ohranjanje krajine (kopne in morske) in za rekreacijo.
- VI - Zavarovana območja naravnih virov (Managed Resource Protected Areas)

zavarovana območja, v katerih je z upravljanjem zagotovljena trajnostna raba naravnih virov.

## IUCN v Sloveniji
Slovenija je članica IUCN od leta 1993, in sicer je vanjo včlanjena Agencija Republike Slovenije za okolje kot vladna agencija. Poleg tega je Društvo za opazovanje in proučevanje ptic Slovenije polnopravni partner zveze BirdLife International, ki za IUCN presoja varstveni status ptic.